# Pseudocalamobius diversus
Pseudocalamobius diversus är en skalbaggsart som beskrevs av Stefan von Breuning 1948. Pseudocalamobius diversus ingår i släktet Pseudocalamobius och familjen långhorningar. Inga underarter finns listade i Catalogue of Life.